# 南亚苦荬菜属
南亚苦荬菜属（学名：Indoixeris）是菊科下的一个属，为一年生草本植物。该属共有一种，分布于各地。